# 사회민주연합
사회민주연합(일본어: 社会民主連合)은 1978년부터 1994년까지 존재했던 일본의 정당으로 사회시민연합과 샤카이클럽의 합당으로 설립되었다.

## 역사
1977년 덴 히데오, 하라 유타카, 나로자키 야노스케는 일본 사회당을 탈당해 샤카이 클럽을 결성했다.
1993년 당대표 에다 사쓰시는 호소카와 모리히로 내각의 과학기술청 장관을 역임했다.

## 같이 보기
- 민주당 (일본, 1998년)
- 일본신당
- 간 나오토
- 신당 사키가케
- 신진당